# Dodger Stadium
Le Dodger Stadium (surnommé Chávez Ravine) est un stade de baseball situé dans le secteur de Chávez Ravine au nord du centre de Los Angeles en Californie.
C'est là que joue l'équipe de baseball de la ville, les Dodgers de Los Angeles depuis 1962. Ils évoluent dans la Ligue nationale en MLB. Une autre équipe, les Angels de Los Angeles d'Anaheim, a également commencé à jouer au stade en 1962 et ceci jusqu'en 1965. Sa capacité est de 56 000 places, ce qui en fait actuellement le plus grand stade de la MLB. Le stade est entouré de 16 000 places de parking.

## Histoire
Avec plus de 45 ans d'existence, le Dodger Stadium reste l'un des meilleurs stades de baseball des États-Unis. À l'origine situé à Brooklyn, le propriétaire des Dodgers Walter O'Malley désirait qu'une enceinte plus moderne soit construite pour son club, quoique le Ebbets Field ait toujours été un stade en bon état. Comme les négociations pour un nouveau stade avaient échoué, les Dodgers et les Giants se sont déplacés en Californie après la saison 1957. En conséquence du transfert de l'équipe de Brooklyn vers Los Angeles, un nouveau stade devait être bâti. En septembre 1957, la ville de Los Angeles a accepté d'échanger 300 acres de terre à l'équipe sur le plateau de Chávez Ravine contre la construction d'un nouveau stade de 50 000 places financé par la franchise. Le chantier a commencé le 17 septembre 1959 et l'architecte chargé du projet était Emil Praeger. Pendant que le Dodger Stadium était en construction, les Dodgers jouaient au Los Angeles Memorial Coliseum. Le nouvel édifice était supposé être terminé en 1961, mais les procès et les éboulements ont repoussé l'ouverture d'une année. Le jour d'inauguration eut lieu le 10 avril 1962 quand 52 564 spectateurs ont occupé le lieu. Les Angels de Los Angeles d'Anaheim (Anaheim) ont également commencé à jouer au stade en 1962, jusqu'en 1965 quand le Angel Stadium of Anaheim fut ouvert. Le Dodger Stadium a été conçu pour être extensible à 85 000 places. Cependant, les Dodgers n'ont jamais augmenté la capacité de leur stade.
Le Dodger Stadium est situé à un mile au nord du centre de Los Angeles, dans la vallée de Chavez Ravine. Il est construit sur le flanc du coteau et est entouré de 16 000 places de stationnement. Lorsqu'on entre dans l'édifice, les visiteurs peuvent observer un stade imposant avec des vues renversantes[réf. nécessaire]. Pendant plus de trois décennies, il y avait eu peu de changement au Dodger Stadium. Après la saison 1999, de nouveaux sièges et une nouvelle section, connue sous le nom de Dugout Club, avec un secteur adjacent de sièges VIP ont été ajoutés. Les suites de luxe ont été également améliorées pour fournir les mêmes agréments que dans les nouveaux stades. Après la saison 2002, les Dodgers ont installé un écran vidéo, DodgerVision, remplaçant le précédent. Plus de rénovations se sont produites après la saison 2004, ce qui a permis d'ajouter approximativement 1 500 sièges. En 2005, l'équipe a annoncé le remplacement de tous les sièges. Les tribunes sont revenues à leurs couleurs originales qui étaient le jaune, l'orange-clair, le turquoise, et le bleu ciel. Ce projet a coûté 20 millions de dollars. En 1978, les Dodgers sont devenus la première équipe qui a accueilli trois millions de fans au stade. Plus de 125 millions de personnes ont visité le stade depuis 1962.
Le stade a organisé le match des étoiles de la Ligue majeure de baseball (MLB All Star Game) en 1980 et les World Series en  1963, 1965, 1966, 1974, 1977, 1978, 1981, 1988, 2017, 2018 et 2024. Le 16 septembre 1987, le pape Jean-Paul II a célébré une messe au Dodger Stadium. Une partie du film Superman Returns a été tournée au Dodger Stadium.
En 2007, cela fait 46 saisons que les Dodgers de Los Angeles jouent au Dodger Stadium. En 2016, la ville de Los Angeles a renommé la rue qui longe le stade Vin Scully Avenue, du nom du commentateur Vin Scully.

## Événements
- World Series, 1963, 1965, 1966, 1974, 1977, 1978, 1981, 1988, 2017, 2018 et 2024
- Concerts d'Elton John, 25 et 26 octobre 1975
- Match des étoiles de la Ligue majeure de baseball, 1980
- Concerts de The Jacksons le 30 novembre, le 1er, 2, 3, 4 et 8 décembre 1984 dans le cadre de leur Victory Tour (environ 360 000 spectateurs)
- Tournoi de démonstration de baseball des Jeux olympiques d'été de 1984, 31 juillet-7 août 1984
- Visite du Pape Jean-Paul II, 16 septembre 1987
- Concert de Madonna (Sticky and Sweet Tour), 6 novembre 2008
- Classique mondiale de baseball 2009
- Greg Laurie a organisé les Harvest Crusades au Dodger Stadium en 2011 et 2012[2].
- Série des stades de la LNH 2014
- Concert de Lady Gaga (The Chromatica Ball), 10 septembre 2022
- Concert d'Elton John (Farewell Yellow Brick Road), 20 novembre 2022

## Dimensions
- Left Field : 330 pieds / 101 mètres
- Medium Left-Center : 360' / 110 m
- True Left-Center : 375' / 114 m
- Center Field : 395' / 120 m
- True Right-Center : 375' / 114 m
- Medium Right-Center : 360' / 110 m

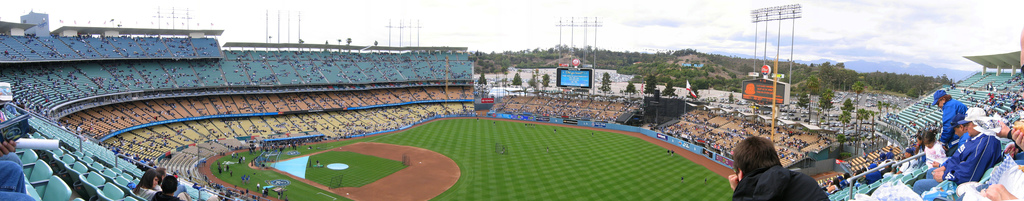
Une vue panoramique du stade.

- Right Field : 330' / 101 m
- Backstop : ± 55' / 17 m

## Galerie

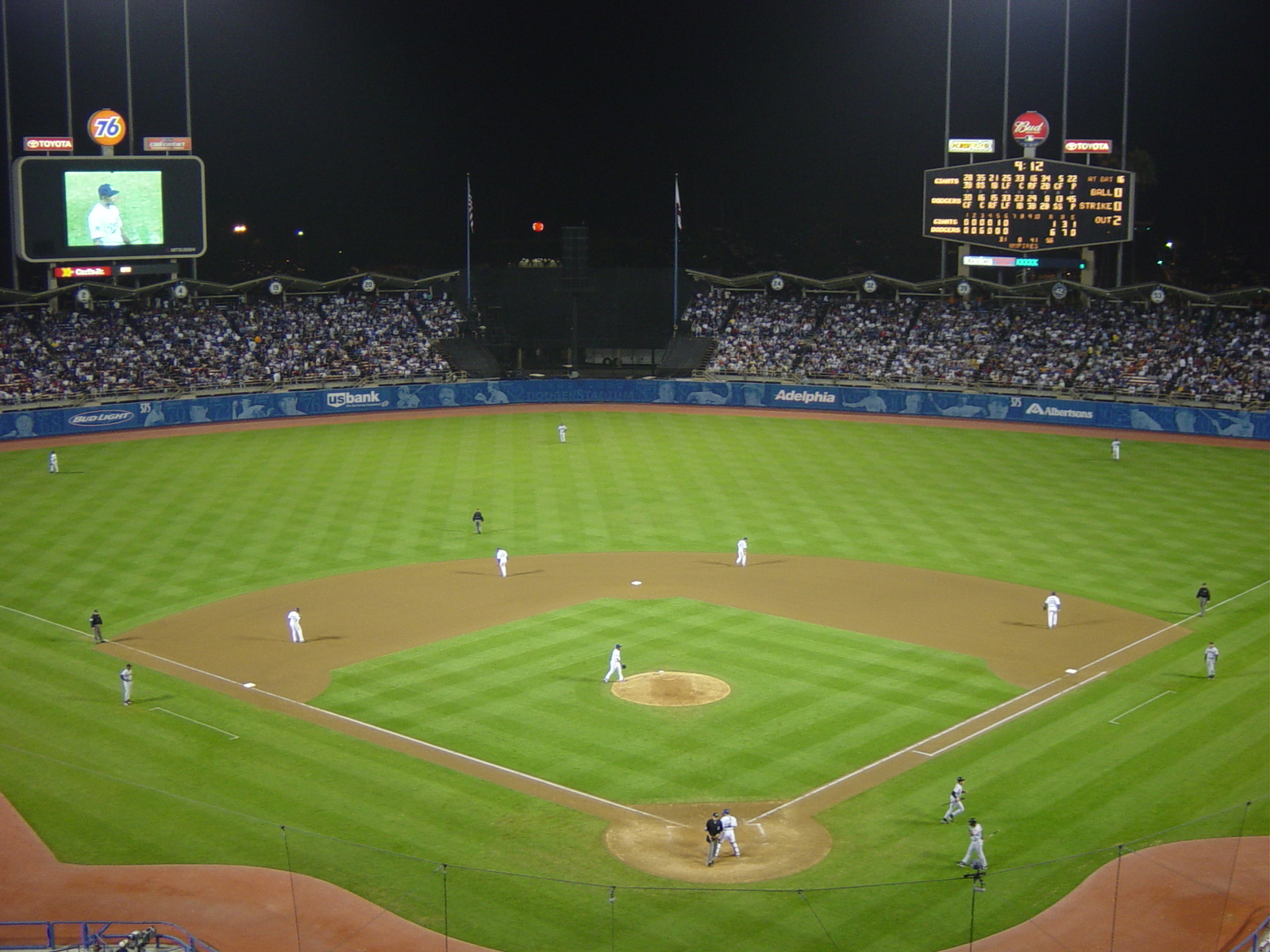
Dodger Stadium en 2002
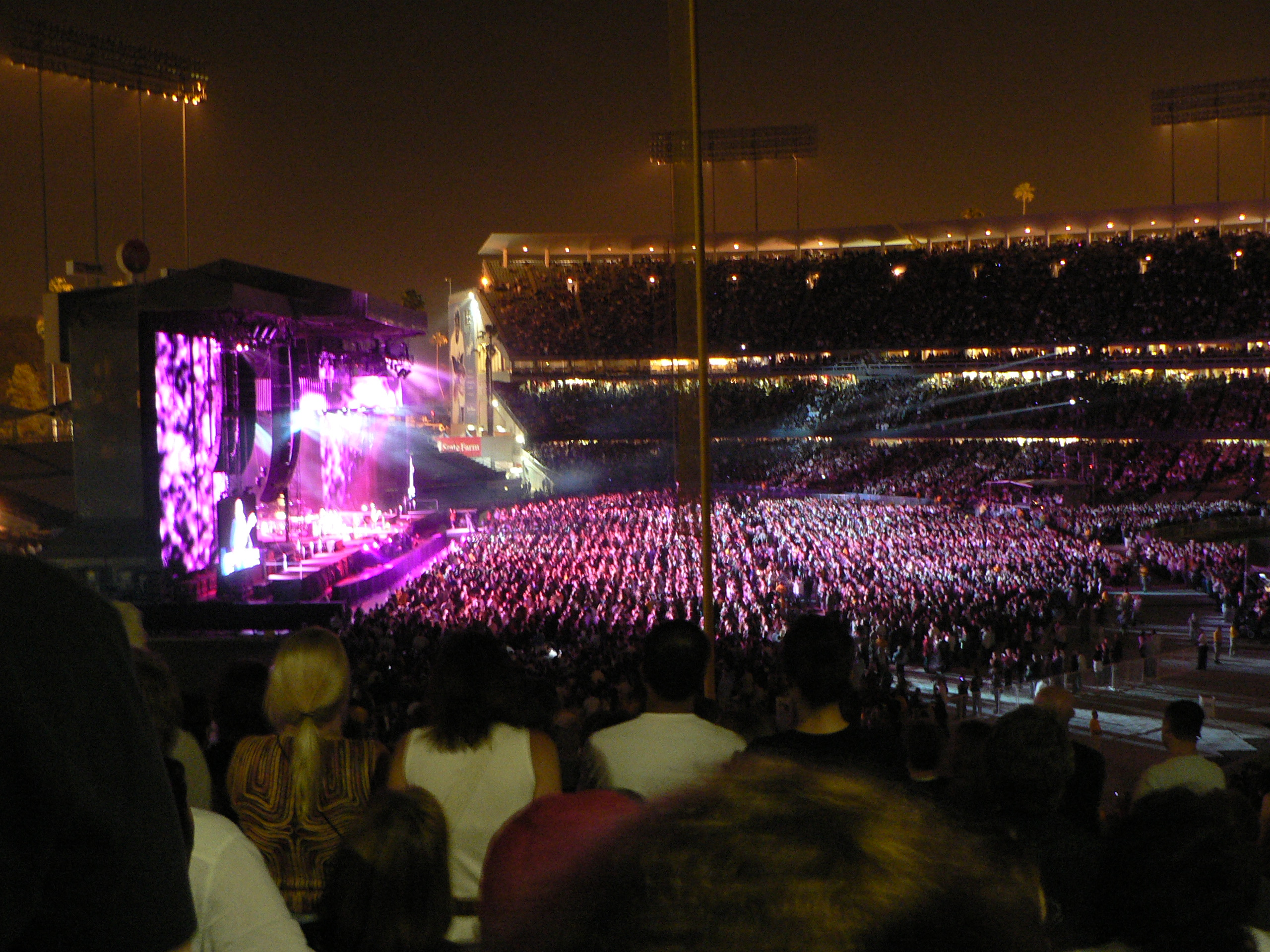
Le concert de The Police au Dodger Stadium
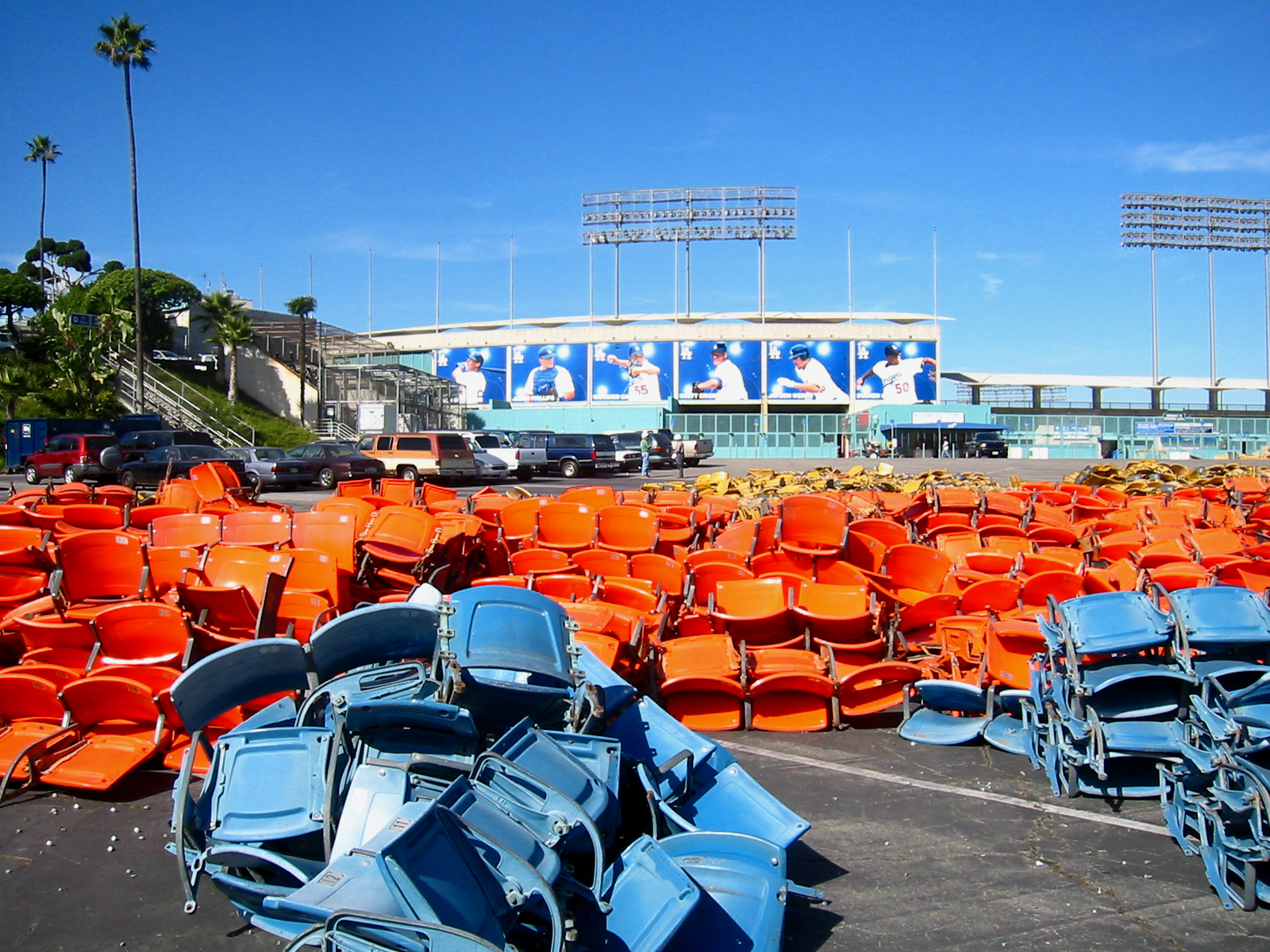
Dodger Stadium en rénovation
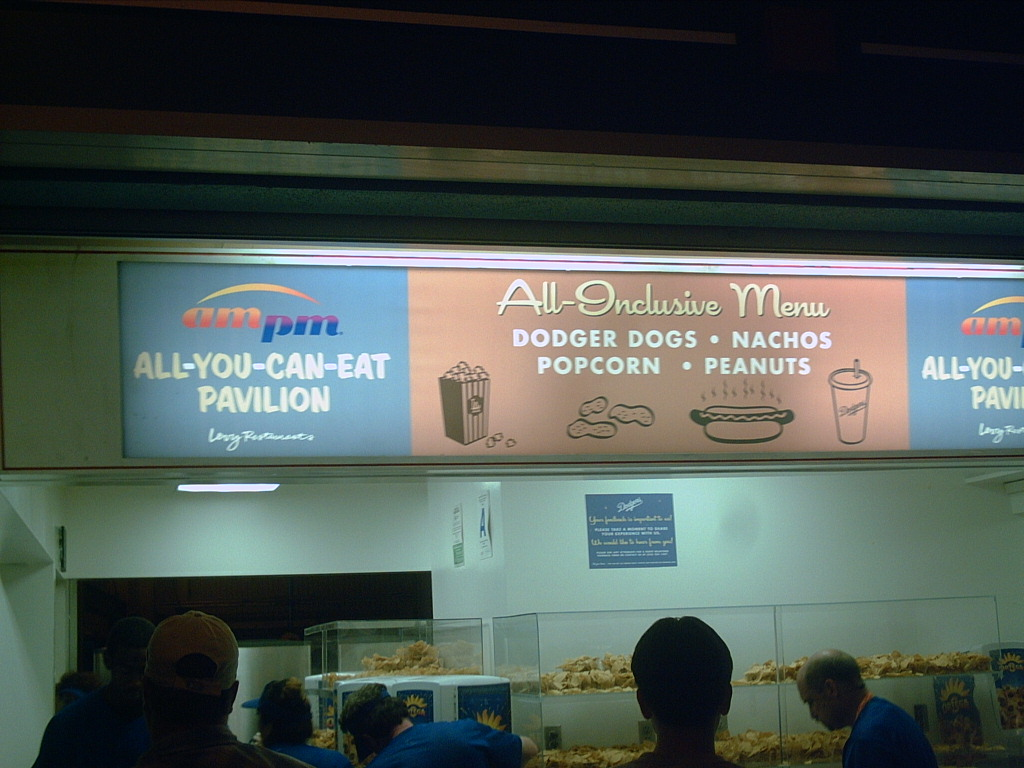
Le nouveau buffet all-you- can-eat dans le pavillon du champ droit
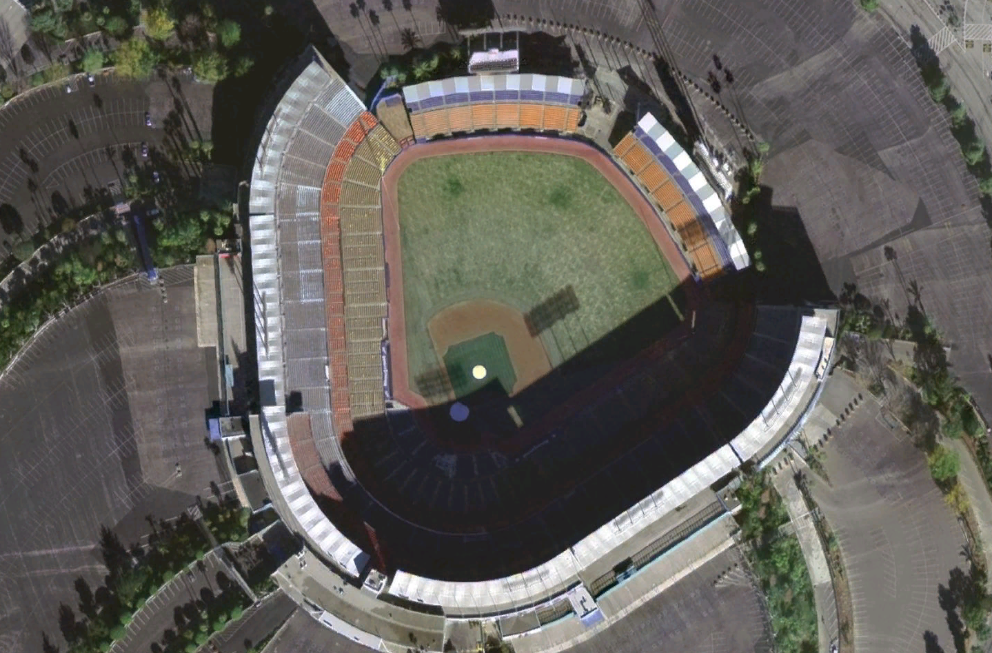
Vue satellite
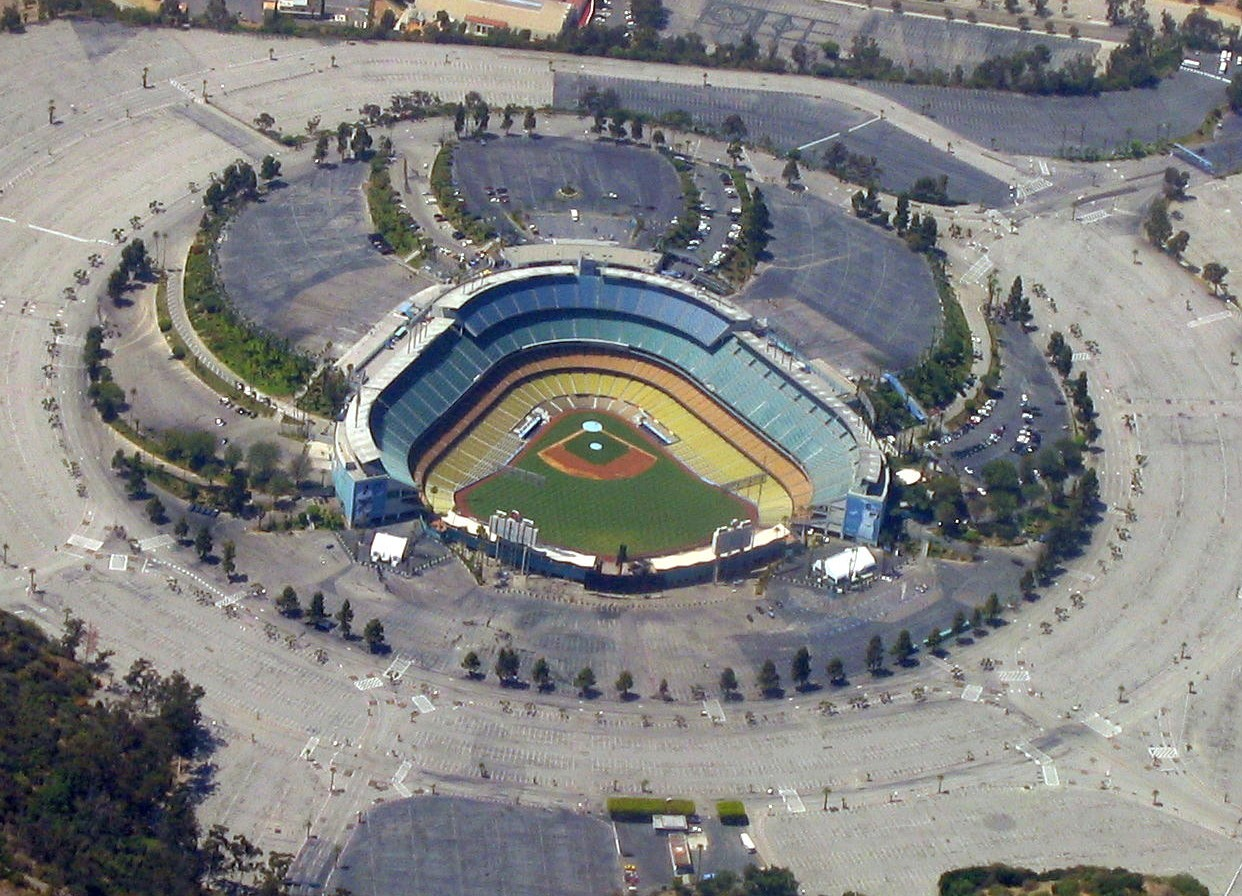
Vue du ciel
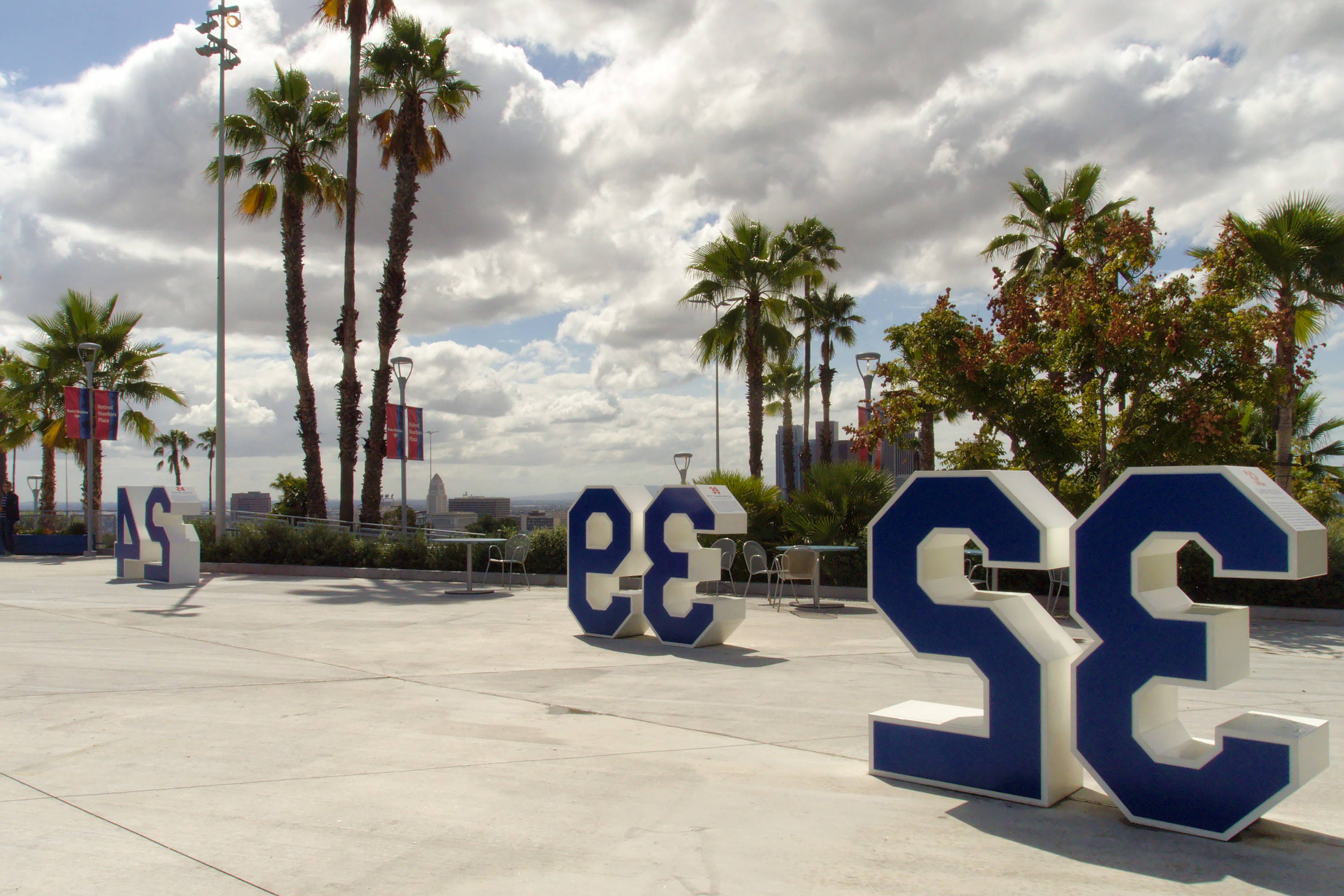
Aire des numéros retirés